# Скюдери, Мадлен де
Мадле́н де Скюдери́ (фр. Madeleine de Scudéry; 15 ноября 1607, Гавр — 2 июня 1701, Париж) — французская писательница, хозяйка литературного салона; представительница прециозной литературы.

## Биография
Мадлен де Скюдери осиротела в шестилетнем возрасте; получила хорошее образование стараниями дяди. В 1630 году переехала в Париж к своему брату Жоржу де Скюдери; посещала салон госпожи Рамбуйе, где её именовали «Сафо». После заката салона Рамбуйе, в 1652 году открыла свой собственный; его посещали Ларошфуко, мадам де Лафайет, мадам де Севинье. Во времена Фронды была сторонницей принца Конде.
Мадлен де Скюдери не отличалась красотой; замуж она не вышла по убеждению, отдавая предпочтение платоническому чувству (залог свободы от брачных уз). В этом смысле её можно считать предшественницей феминизма. «Сафо» снискала европейскую славу; в 1695 году Людовик XIV повелел выбить медаль с её изображением.
Карьеру писательницы начала в 1641 году. Все свои галантно-героические романы печатала под именем брата (часть этих романов была написана в соавторстве с ним).

## Творчество
- Первый роман — «Ибрагим, или Великий паша» (Ibrahhim ou i’Illustre Bassa), 1641.
- Особый успех имели романы (каждый — в десяти томах) «Артамен, или Великий Кир» (Artamene ou le Grand Cyrus,1649-1653) и «Клелия, римская история» (Clelie, histoire Romaine, 1654-60).
- «Альмахида, или королева-рабыня» (Almahide ou l’esclave-reine), 1660-63.
- «Матильда д’Агилар» (Mathilde d’Aguilar),1667.
- Трактаты «Беседы на различные темы» (Les conversations sur divers sujets, 1680) и «Новые беседы на различные темы» (Conversations nouvelles sur divers sujets, 1684), а также написанные по заказу госпожи де Ментенон «Нравственные беседы» (Conversations morales, 1686) и «Новые нравственные беседы» (Nouvelles conversations morales, 1688).

### «Артамен, или Великий Кир»
Роман с ключом «Артамен, или Великий Кир» считается самым пространным произведением в истории французской литературы — оригинальное издание включало 13095 страниц. Сногсшибательный объём романа в сочетании с относительно высокой скоростью публикации томов заставил критиков предположить, что книга рождалась «бригадным» методом, однако никаких конкретных подтверждений этой гипотезы не имеется. Для «Артамена», как и для других романов Скюдери, характерно свободное обращение с историческим материалом — в данном случае речь идёт о судьбе царя Мидии Кира II Великого (VI в. до н. э.): сохранена часть изложенных у Ксенофонта («Киропедия») и Геродота сведений, но изменены мотивировки военной доблести героя (у Скюдери им движет любовь к Мандане). Кроме того, в круг персонажей введены реальные лица, жившие в другое время: Солон, Фалес, Сафо. «Артамен» был призван стать своего рода энциклопедией античности для светского общества, будь то сведения о древнеегипетских нравах, о пифагорейской философии или о баснописце Эзопе.
Литературовед В. Кузен предложил в своё время развёрнутый «ключ» к «Великому Киру»; по его данным, образ Кира является аллюзией на принца Конде, Мандана — на герцогиню де Лонгвиль, Аристей — на Жана Шаплена, Парфения — на мадам де Сабле, Калликрат — на Вуатюра и т. д.

### «Клелия»
В основе сюжета «Клелии» — изложенная у Тита Ливия история отважной римлянки Клелии, отданной царю этрусков Порсенне в качестве заложницы и бежавшей в Рим, переправившись верхом на коне через Тибр. Мадлен де Скюдери далеко отходит от правдоподобного изображения Древнего Рима и создаёт портрет прециозного общества. Античные нравы в романе приближены к тем, что господствовали во времена Скюдери; отсюда и упрёк со стороны Никола Буало:
Примеру «Клелии» нам следовать негоже: 

Париж и древний Рим между собой не схожи.
В центре внимания Скюдери — любовные переживания героев (в Клелию влюблены сын Порсенны Аронций и римлянин Гораций Коклес), а также нравственные проблемы. Роман, во многом развивающий уроки Оноре д’Юрфе, включает в себя ряд вставных новелл (всего их 15) и в целом отвечает эстетике барокко. Особый интерес читателей вызвала приложенная к первому тому романа «Карта Страны Нежности», где рафинированный анализ любовного чувства облекается в форму аллегорической топографии. «Карта Страны Нежности» выглядит как связующее звено между Романом о Розе и разработанной в культуре рококо феноменологией любви (Мариво).
Светская беседа определяет собой развитие действия едва ли не с самого начала «Клелии». Это относится как к основному повествованию, так и ко вставным новеллам. В седьмом томе «Клелии» происходит окончательная переориентация повествовательной модели с эпопеи на светскую хронику.

## В искусстве

### В литературе
Старушка Скюдери — главная героиня прото-детективного рассказа Э. Т. А. Гофмана «Мадемуазель Скюдери», в котором она пытается защитить невинного юношу от жестокого парижского полицмейстера Ла-Рени.

### В театре
«Карта Страны Нежности» из романа «Клелия» послужила отправной точкой для балета Анжелена Прельжокажа «Парк» (Парижская опера, 1994).

## Издания на русском языке
- Западноевропейская литература XVII века. Хрестоматия. — М.: «Высшая школа», 2002. — 686 с. — ISBN 5-06-004111-5. Мадлен де Скюдери, сс. 491—502